# Karol Hugo Parmeński
Karol Hugo Burbon-Parmeński, właściwie Hugues Marie Sixte Robert Louis Jean Georges Benoît Michel de Bourbon-Parme (ur. 8 kwietnia 1930 w Paryżu, zm. 18 sierpnia 2010 w Barcelonie) – głowa książęcej rodziny Burbonów-Parmeńskich jako Karol Hugo, książę Parmy i Piacenzy, i karlistowski były pretendent do tronu Hiszpanii jako Karol Hugo I.
Karol Hugo urodził się jako starszy syn Ksawerego, tytularnego księcia Parmy, i jego żony Magdaleny de Burbon-Busset. W 1977, po śmierci swojego ojca, Karol Hugo odziedziczył pretensje do książęcego tronu Parmy. Wcześniej, 28 czerwca 1963 wyrokiem sądu we francuskim La Seine, zmienił imię na Charles Hugues i został obywatelem Francji. Od 1980 był również naturalizowanym obywatelem Hiszpanii.

## Król karlistów
20 maja 1952 karliści oficjalnie ogłosili ojca Karola Hugona, Ksawerego, królem Hiszpanii. W praktyce Ksawery został kolejnym karlistowskim pretendentem do hiszpańskiego tronu pod imieniem Javier I i znalazł się w opozycji do generała Franco, który na tronie Hiszpanii widział Jana Karola Burbona, wnuka króla Alfonsa XIII. W 1956 rząd hiszpański wygnał Ksawerego z kraju. 5 maja 1957 Ksawery ogłosił Karola Hugona, księciem Asturii i diukiem San Jaime, a w lutym 1964 – księciem Madrytu.
W 1972 Ksawery został ranny w wypadku samochodowym, a Karol Hugo został przywódcą karlistów i zainicjował powstanie nowej odmiany karlizmu – przekształcając go w ruch socjalistyczny. Pozyskał również nowych zwolenników (i sponsorów) dla socjalistycznego karlizmu, ale też zraził do niego wielu starych karlistów. Jego matka i młodszy brat Sykstus Henryk odcięli się od niego i pozostali przy starym ruchu karlistowskim.
W sierpniu 1975 ojciec Ksawery abdykował na korzyść Karola Hugona. Po śmierci generała Franco karliści trwale się podzielili się i nie potrafili już zainteresować opinii publicznej swoją sprawą. W maju 1976 dwóch karlistów zostało zastrzelonych przez prawicowych zamachowców, incydent nazwano Masakrą w Montejurra. W pierwszych demokratycznych wyborach, 15 czerwca 1977, do senatu dostał się tylko jeden karlista – niezrzeszony dziennikarz i pisarz Fidel Carazo z Sorii. W wyborach parlamentarnych w 1979, karliści w koalicji z Unión Nacional zdobyli jedno miejsce w kongresie madryckim. Od tego czasu, karliści nie mieli już swojej reprezentacji w parlamencie, a jedynie w radach miejskich.
Karol Hugo w 1979 zrzekł się karlistowskich pretensji i na mocy dekretu króla Jana Karola I został naturalizowanym obywatelem Hiszpanii jako Carlos-Hugo de Borbón-Parma y Borbón-Busset. W 1980 wycofał się w polityki I opuścił nową partię Partido Carlista, którą wcześniej sam utworzył. Partia ta weszła do Zjednoczonej Lewicy. W 2002 Karol Hugo podarował archiwa swojej rodziny Narodowemu Archiwum Historycznemu Hiszpanii. Przeciwko podarunkowi zaprotestował brat Karola Hugona – Sykstus Henryk.
28 września 2003 we francuskim Arbonne, Karol Hugo ponownie ogłosił się karlistowskim pretendentem i oznajmił, że od tej pory będzie używać tytułu hrabiego Montemolin (hiszp. conde de Montemolín), a trojgu ze swoich dzieci nadał karlistowskie tytuły; księcia Madrytu (duque de Madrid), księcia San Jaime (duque de San Jaime) i księżnej Gernika (duquesa de Gernika).
W setną rocznicę śmierci Karola VII, 18 lipca 2009, młodszy brat Karola Hugona, Sykstus Henryk, wystosował z Triestu list do jego synów, Karola Ksawerego i Jakuba, z wezwaniem, aby zadeklarowali czy są gotowi uznać 5 zasad fundamentalnych tradycjonalizmu i legitymizmu hiszpańskiego, promulgowanych 23 stycznia 1936 przez Alfonsa Karola I, jako warunek prawowitości każdego władcy. Książę Sykstus Henryk podkreślił, że jeśli jego bratankowie zobowiązaliby się do tego, to on zobowiązuje się przekazać im pełnię praw i zobowiązań dynastii prawowitej (Dinastía Legítima) po okresie formacji odbytej pod jego kierunkiem.

## Małżeństwo
Zaręczyny Karola Hugona z Ireną, księżniczką holenderską, córką królowej Juliany, spowodowały kryzys konstytucyjny w Holandii. Irena poprzez zamążpójście straciła prawo do sukcesji tronu, ponieważ rząd odmówił uchwalenia prawa pozwalającego na małżeństwo i jej matka nie mogła udać się do Rzymu, aby skonsultować z Ireną sprawę jej małżeństwa i przejścia na katolicyzm. Rząd nie uchwalił prawa z powodu karlistowskich pretensji do tronu Hiszpanii Karola Hugona. Następczyni tronu Holandii nie mogła jednocześnie nosić kontrowersyjnego tytułu pretendentki do tronu innego państwa, a w razie gdyby Irena została królową Holandii – konstytucja Holandii nie pozwala monarsze holenderskiemu na noszenie korony innego państwa.
Karol Hugo i Irena pobrali się 29 kwietnia 1964, w bazylice Santa Maria Maggiore. Ślubu udzielił im kardynał Paolo Giobbe, były nuncjusz apostolski w Holandii. Na ślubie nie było żadnego członka holenderskiej rodziny królewskiej, rodzice panny młodej oglądali ceremonię w telewizji. Karol Hugo i Irena udali się na prywatną audiencję do papieża Pawła VI. Miesiąc miodowy spędzili w Las Palmas de Gran Canaria, a następnie zamieszkali w Madrycie. Rozwiedli się w 1981. Karol Hugo i Irena doczekali się czworga dzieci:
- księcia Carlosa Javiera Bernardo Sixto Maríi, tytularnego księcia Parmy (ur. 27 stycznia 1970, w Nijmegen)

∞ Annemarie Gualthérie van Weezel
- księżniczki Margarity Maríi Beatriz, hrabiny Colorno (ur. 13 października 1972, Nijmegen)

∞ (1) Edwin de Roy van Zuydewijn
∞ (2) Tjalling ten Cate
- księcia Jaime Bernardo, księcia San Jaime, hrabiego Bardi (ur. 13 października 1972, w Nijmegen)

∞ Viktória Cservenyák
- księżniczki Maríi Caroliny Cristiny, księżnej Gernica, markizy Sala (ur. 23 czerwca 1974, w Nijmegen)

∞ Albert Brenninkmeijer

## Śmierć
W lutym 2008 ogłoszono, że Karol Hugon ma raka, a 2 sierpnia 2010 pojawiła się informacja, że jego stan uległ pogorszeniu. Karol Hugon zmarł w wieku 80 lat w Barcelonie. Jego szczątki zostały sprowadzone do Hagi i wystawione dla rodziny i krewnych w pałacu Noordeinde (jednym z czterech oficjalnych pałaców należących do holenderskiej rodziny królewskiej). 28 sierpnia ciało zostało przetransportowane do Parmy i pochowane w krypcie sanktuarium Santa Maria della Steccata.